# Ibrahim Kamil al-Windawi
Ibrahim Kamil Ibrahim al-Windawi (arabisch إبراهيم كامل الونداوي, DMG Ibrāhīm Kāmil al-Windāwī; * 9. September 1988 in Bagdad) ist ein ehemaliger irakischer Fußballspieler.

## Karriere

### Verein
Bis 2012 spielte al-Windawi beim aus Bagdad stammenden, ältesten irakischen Klub al-Quwa al-Dschawiya. Schon in der Saison 2008, im Alter von 19 Jahren, absolvierte er für den Verein fünf Spiele in der AFC Champions League, wo man in der Gruppenphase ausschied. Für die Spielzeit 2009/20 wurde er an den arabischen Erstligisten al-Nasr SC verliehen. Nach seiner Rückkehr spielte er noch zwei weitere Jahre in Bagdad, bevor er im Sommer 2012 zum irakischen Erstligisten al-Naft SC wechselte. Nur ein Jahr darauf kehrte er zu seinem Exverein und Ligakonkurrenten zurück. Nach einem weiteren Jahr wechselte er weiter zum al-Talaba SC, der ebenfalls in der Iraq Stars League spielt. Des Weiteren stand er 2015 kurz beim omanischen Erstligisten Sohar Club unter Vertrag, bevor er noch im selben Jahr innerhalb des Landes zum Salalah SC gewechselt war. Bei seiner letzten Transferstation von Anfang 2017 bis 2019 beim al-Minaa SC absolvierte er 24 Ligaspiele zurück in seinem Heimatland Irak.

### Nationalmannschaft
Im Rahmen der Qualifikation zur Weltmeisterschaft 2014 in Brasilien war al-Windawi Mitglied des irakischen A-Nationalmannschaftskaders, bestritt in dem Wettbewerb allerdings kein Spiel, der Irak konnte sich zudem nicht für die WM qualifizieren. Sein Debüt für das Nationalteam gab er am 17. April 2012 in einem 0:0-Unentschieden in der Startelf in einem Freundschaftsspiel gegen Ägypten. Beim FIFA Arab Cup 2012, zwei Monate darauf, absolvierte al-Windawi zwei der drei Spiele und gewann mit der Nationalmannschaft die Bronzemedaille. Während seiner Zeit als Nationalspieler wurde er vom ehemaligen brasilianischen Nationalspieler Zico trainiert.

## Erfolge
- Arabischer Nationenpokal 2012: Bronzemedaille